# (8529) Sinzi
(8529) Sinzi (1992 UH2) – planetoida z pasa głównego asteroid okrążająca Słońce w ciągu 3,82 lat w średniej odległości 2,44 au. Odkryta 19 października 1992 roku.